# クライスラー・アスペン
アスペン (Aspen ) は、クライスラーが製造するフルサイズSUVで、同社のダッジブランドで販売される2代目デュランゴの姉妹車である。

## 概要
2006年の北米国際オートショーにおいて発表され、その後2007年モデルとして発売された。
3列8人乗りで駆動方式はFRおよび4WDとなる。エンジンはV8 4.7Lのガソリンおよびフレックス燃料エンジン、V8 5.7Lガソリンエンジンが搭載され、545RFE型 5速ATが組み合わせられる。2009年モデルにはBMWと共同開発されたハイブリッドシステムが採用され、5.7Lエンジンを搭載したハイブリッドモデルも追加された。
2008年10月23日には同車およびデュランゴを製造するデラウェア州のニューアーク工場が閉鎖されることが決定され、同年12月19日には製造が終了された。
なお、ダッジブランドでは1976年から1980年にかけて同名の乗用車（ダッジ・アスペン）が販売されていた。